# Javier Culson
Javier Culson Pérez (Ponce, 25 luglio 1984) è un ostacolista portoricano, specializzato nei 400 metri ostacoli.

## Biografia
Nel mese di maggio 2010 ha stabilito il record nazionale dei 400 metri ostacoli con il tempo di 47"72. Ai Mondiali di Taegu 2011 ha corso i 400 metri ostacoli in 48"44, arrivando secondo alle spalle del britannico e campione europeo di specialità David Greene.
Il 6 luglio 2012 nella tappa di Parigi della Diamond League si avvicina al personale con il tempo di 47"78, battendo il rivale David Greene che stabilisce anche lui il suo primato con 47"84. Il 27 luglio dello stesso anno è stato portabandiera per Porto Rico alla cerimonia di apertura dei Giochi della XXX Olimpiade a Londra.

## Progressione

### 400 metri ostacoli
| Stagione | Tempo | Luogo        | Data      | Rank. Mond. |
| -------- | ----- | ------------ | --------- | ----------- |
| 2014     | 48"03 | New York     | 14-6-2014 | 1º          |
| 2013     | 48"14 | Losanna      | 4-7-2013  | 9º          |
| 2012     | 47"78 | Londra       | 13-7-2012 | 2º          |
| 2012     | 47"78 | Saint-Denis  | 6-7-2012  | 2º          |
| 2011     | 48"32 | Bruxelles    | 16-9-2011 | 8º          |
| 2010     | 47"72 | Ponce        | 8-5-2010  | 3º          |
| 2009     | 48"09 | Berlino      | 18-8-2009 | 5º          |
| 2008     | 48"87 | Kingston     | 3-5-2008  | 18º         |
| 2007     | 49"07 | Kingston     | 5-5-2007  | 26º         |
| 2006     | 49"48 | Carolina     | 18-3-2006 | 45º         |
| 2005     | 50"62 | Dorado       | 12-6-2005 | 156º        |
| 2004     | 50"77 | Barquisimeto | 28-5-2004 | 180º        |
| 2003     | 51"10 | Bridgetown   | 20-7-2003 | 236º        |

## Palmarès
| Anno | Manifestazione             | Sede           | Evento   | Risultato  | Prestazione | Note                  |
| ---- | -------------------------- | -------------- | -------- | ---------- | ----------- | --------------------- |
| 2005 | Campionati CAC             | Nassau         | 400 m hs | 5º         | 50"62       |                       |
| 2006 | Campionati ibero-americani | Ponce          | 400 m hs | Oro        | 49"71       |                       |
| 2006 | Campionati ibero-americani | Ponce          | 4×400 m  | Argento    | 3'07"27     |                       |
| 2007 | Campionati NACAC           | San Salvador   | 400 m hs | Bronzo     | 49"31       |                       |
| 2007 | Campionati NACAC           | San Salvador   | 4×400 m  | 4º         | 3'06"06     |                       |
| 2007 | Giochi panamericani        | Rio de Janeiro | 400 m hs | 6º         | 49"46       |                       |
| 2007 | Giochi panamericani        | Rio de Janeiro | 4×400 m  | 7º         | 3'06"22     |                       |
| 2007 | Mondiali                   | Osaka          | 400 m hs | Semifinale | 49"64       |                       |
| 2007 | Universiadi                | Bangkok        | 400 m hs | Bronzo     | 49"35       |                       |
| 2008 | Campionati CAC             | Cali           | 4×400 m  | 6º         | 3'07"51     |                       |
| 2008 | Giochi olimpici            | Pechino        | 400 m hs | Semifinale | 49"85       |                       |
| 2009 | Campionati CAC             | L'Avana        | 400 m hs | Oro        | 48"51       | Record dei campionati |
| 2009 | Campionati CAC             | L'Avana        | 4×400 m  | 5º         | 3'05"13     |                       |
| 2009 | Mondiali                   | Berlino        | 400 m hs | Argento    | 48"09       | Record nazionale      |
| 2010 | Giochi CAC                 | Mayagüez       | 400 m hs | Argento    | 48"58       |                       |
| 2010 | Giochi CAC                 | Mayagüez       | 4×400 m  | 5º         | 3'04"98     |                       |
| 2011 | Campionati CAC             | Mayagüez       | 400 m hs | 4º         | 50"27       |                       |
| 2011 | Mondiali                   | Taegu          | 400 m hs | Argento    | 48"44       |                       |
| 2012 | Giochi olimpici            | Londra         | 400 m hs | Bronzo     | 48"10       |                       |
| 2013 | Mondiali                   | Mosca          | 400 m hs | 6º         | 48"38       |                       |
| 2014 | World Relays               | Nassau         | 4×400 m  | Batteria   | 3'05"00     |                       |
| 2015 | Giochi panamericani        | Toronto        | 400 m hs | Argento    | 48"67       |                       |
| 2015 | Campionati NACAC           | San José       | 400 m hs | Oro        | 48"70       | Record dei campionati |
| 2015 | Mondiali                   | Pechino        | 400 m hs | Semifinale | 49"36       |                       |
| 2016 | Giochi olimpici            | Rio de Janeiro | 400 m hs | Finale     | dq          |                       |
| 2017 | Mondiali                   | Londra         | 400 m hs | Batteria   | 50"33       |                       |

## Altre competizioni internazionali
2010
- Argento in Coppa continentale ( Spalato), 400 m hs - 48"08

2012
- Vincitore della Diamond League nella specialità dei 400 m hs (16 punti)

2013
- Vincitore della Diamond League nella specialità dei 400 m hs (15 punti)

2014
- Bronzo in Coppa continentale ( Marrakech), 400 m hs - 48"88
- Bronzo in Coppa continentale ( Marrakech), 4×400 m - 3'02"78